# Hendrikus Marie van der Vijver
Hendrikus Marie van der Vijver (Kralingen, 4 juni 1897 – Leiderdorp, 25 april 1986) was een Nederlands militair en burgemeester. Hij was van 1927 tot 1934 burgemeester van Overasselt en van 1934 tot 1945 burgemeester van Raalte.

## Militair
Na zijn studie ging Van der Vijver in dienst bij de Koninklijke Marine. In 1922 behaalde hij zijn vliegbrevet, waarna hij in 1923 werd geplaatst op marinevliegkamp De Mok op Texel. Na enige tijd werd hij overgeplaatst naar vliegkamp De Kooy, waar hij werd benoemd tot commandant-vlieger van de school voor gevechtsvliegers.

## Burgemeester
Als burgemeester van Overasselt zette hij zich als oud-marinevlieger actief in voor de ontwikkeling van het vliegveld Keent, dat in zijn gemeente lag. In 1933 nam hij het initiatief tot een vliegweek, waaraan onder andere de KLM en de Nationale Luchtvaartschool deelnamen. In 1932 werd hij benoemd tot regionaal adjuct-inspecteur voor de werkverschaffing.
Bij zijn installatie als burgemeester van Raalte noemde Van der Vijver “zuinigheid” en “rechtvaardigheid” als zijn twee belangrijke doelen. Hij zette zich in deze functie onder andere in voor lagere drinkwatertarieven. In 1939 werd tegen hem in de gemeenteraad een motie van afkeuring met bijna algemene stemmen aangenomen vanwege zijn weerstand tegen de komst van een ziekenhuis en ziekenhuisverplegingsfonds.
De omgang van Van der Vijver met de bezetter in de Tweede Wereldoorlog wordt als redelijk vriendelijk getypeerd. Omdat hij ook een joodse onderduiker zou hebben laten verwijderen uit een villa in zijn gemeente werd hem direct na de bevrijding gevraagd om zich ziek te melden of ontslag te nemen. Van der Vijver koos voor het eerste, waarna zijn functie tot zijn ontslag een paar maanden werd waargenomen.

## Persoonlijk
Van der Vijver was de zoon van Leonardus van der Vijver en Mathilda Gerardina Maria Lippmann. Hij trouwde op 23 november 1931 in Overasselt met Johanna Helena Eterman.
Naast zijn burgemeesterschappen was hij onder andere kringcommissaris bij het Rode Kruis voor de kring West-Overijssel. In 1940 werd hij daarvoor onderscheiden met het kruis van verdienste.
Ook publiceerde hij in 1935 een boekje over politiereorganisatie in Nederland.